# PBNSK/TDK
«PBNSK/TDK» es el título de un sencillo compartido entre los grupos de hardcore punk P.B.N.S.K. (Panadería Bollería Nuestra Señora del Karmen) y TDeK (Terrorismo, Destrucción y Kaos), ambos de Madrid y pioneros del hardcore punk en España.
La portada tiene la peculiaridad de ser doble, es decir, ambos lados son portada, uno de ellos para P.B.N.S.K. (protagonizado por una granada sobre la cual se halla impreso un mapamundi) y otro para TDeK (en este caso hay una fotografía de una escena de interrogatorio con tortura, en la que dos individuos están sumergiendo la cabeza del interrogado en un cubo de agua).
La cara A fue para P.B.N.S.K. con dos canciones: «Ven y únete a la muerte» y «Quiero extrangularte». Estas dos son las únicas canciones conocidas que editó P.B.N.S.K. en vinilo. Poco más se conoce acerca del grupo, más allá de su condición de pionero en el punk y hardcore estatal. Entre sus miembros estaba Paco Lanaquera, quien más tarde entró a formar parte de TDeK en sustitución de Manolo Uvi. La formación original la constituían: Óscar Lanaquera (voz), Lolo de Lacruz (guitarra), Paco Lanaquera (bajo) y Paco Cameros (batería).[cita requerida] El vocalista en el sencillo compartido fue, sin embargo, Manolo «Masacre» (alias «Fan del caos»).[cita requerida] Otros miembros del grupo en algún momento fueron Pepe Arriols (Pepe Punk) y Toni, quienes formaban parte también del grupo III Guerra Mundial.
La cara B contiene dos temas de TDeK, «Israel» e «Interrogatorio». Ambas canciones aparecieron en posteriores álbumes de la banda. La primera fue regrabada para Esto es una empresa capitalista e «Interrogatorio» apareció en Carnevisión.
El split fue editado en 1984, o a comienzos de 1985, por la discográfica π musikra Records, y fue reeditado en 2005 por Radikal 1977 Records.

## Lista de canciones

### Cara A
1. «Ven y únete a la muerte»
(P.B.N.S.K.)
2. «Quiero extrangularte»
(P.B.N.S.K.)

### Cara B
1. «Israel»
(J. Siemens/Manuel Quevedo/Magüu/Alfonso Cronopio)
2. «Interrogatorio»
(J. Siemens/Magüu/Alfonso Cronopio)

## Personal

### TDeK
- Alfonso Cronopio - Voz
- J. Siemens - Guitarra
- Manolo Uvi - Bajo
- Magüu - Batería.

### P.B.N.S.K.
El personal de PBNSK que interviene en este disco no figura en los créditos.